# Sant Atanasi d'Alexandria
Atanasi d'Alexandria (grec antic: Ἀθανάσιος Athanásios Alexandrías; copte: ⲡⲓⲁⲅⲓⲟⲥ ⲁⲑⲁⲛⲁⲥⲓⲟⲩ ⲡⲓⲁⲡⲟⲥⲧⲟⲗⲓⲕⲟⲥ o Ⲡⲁⲡⲁ ⲁⲑⲁⲛⲁⲥⲓⲟⲩ ⲁ̅; (vers el. 296–298 - 2 de maig de 373), també anomenat Atanasi el Gran, Atanasi el Confessor o, principalment a l'Església Ortodoxa Copta, Atanasi Apostòlic, va ser el 20è bisbe d'Alexandria (com Atanasi I). El seu episcopat intermitent es va estendre durant 45 anys (vers el 8 de juny del 328 i el 2 de maig del 373), dels quals més de 17 van englobar cinc exilis, quan va ser substituït per ordre de quatre emperadors romansdiferents . Atanasi era un teòleg cristià, un pare de l'Església, el principal defensor del trinitarisme contra l'arrianisme, i un destacat líder egipci del segle iv.
El conflicte amb Arri i l'arrianisme, així com els successius emperadors romans, van configurar la carrera d'Atanasi. El 325, a l'edat de 27 anys, Atanasi va començar el seu paper principal contra els arrians com a diaca i ajudant del bisbe Alexandre d'Alexandria durant el Primer Concili de Nicea. L'emperador romà Constantí el Gran havia convocat el consell al maig-agost del 325 per abordar la posició arriana que el Fill de Déu, Jesús de Natzaret, és d'una substància diferent del Pare. Tres anys després d'aquest concili, Atanasi va succeir al seu mentor com a arquebisbe d'Alexandria. A més del conflicte amb els arrians (inclosos els poderosos i influents eclesiàstics arrians dirigits per Eusebi de Nicomèdia), va lluitar contra els emperadors Constantí, Constanci II, Julià l'Apòstata i Valent. Va ser conegut com Athanasius Contra Mundum (en llatí: Atanasi Contra el Món).
No obstant això, als pocs anys de la seva mort, Gregori de Nazianz el va anomenar el "Pilar de l'Església". Els seus escrits van ser ben vistos pels pares de l'Església posteriors a Occident i a Orient, que van assenyalar la seva devoció per la Paraula que esdevingué Home, la preocupació pastoral i l'interès pel monacat. Atanasi és considerat un dels quatre grans Doctors orientals de l'Església de l'Església Catòlica. A l'església ortodoxa oriental Atanasi és la primera persona que identifica els mateixos 27 llibres del Nou Testament que s'utilitzen avui en dia. És venerat com a sant cristià , la festa del qual és el 2 de maig al cristianisme occidental, el 15 de maig a l'església ortodoxa copta i el 18 de gener a les altres esglésies ortodoxes orientals. És venerat per les esglésies ortodoxes orientals i orientals, l'església catòlica, les esglésies luteranes i la comunió anglicana.

## Biografia

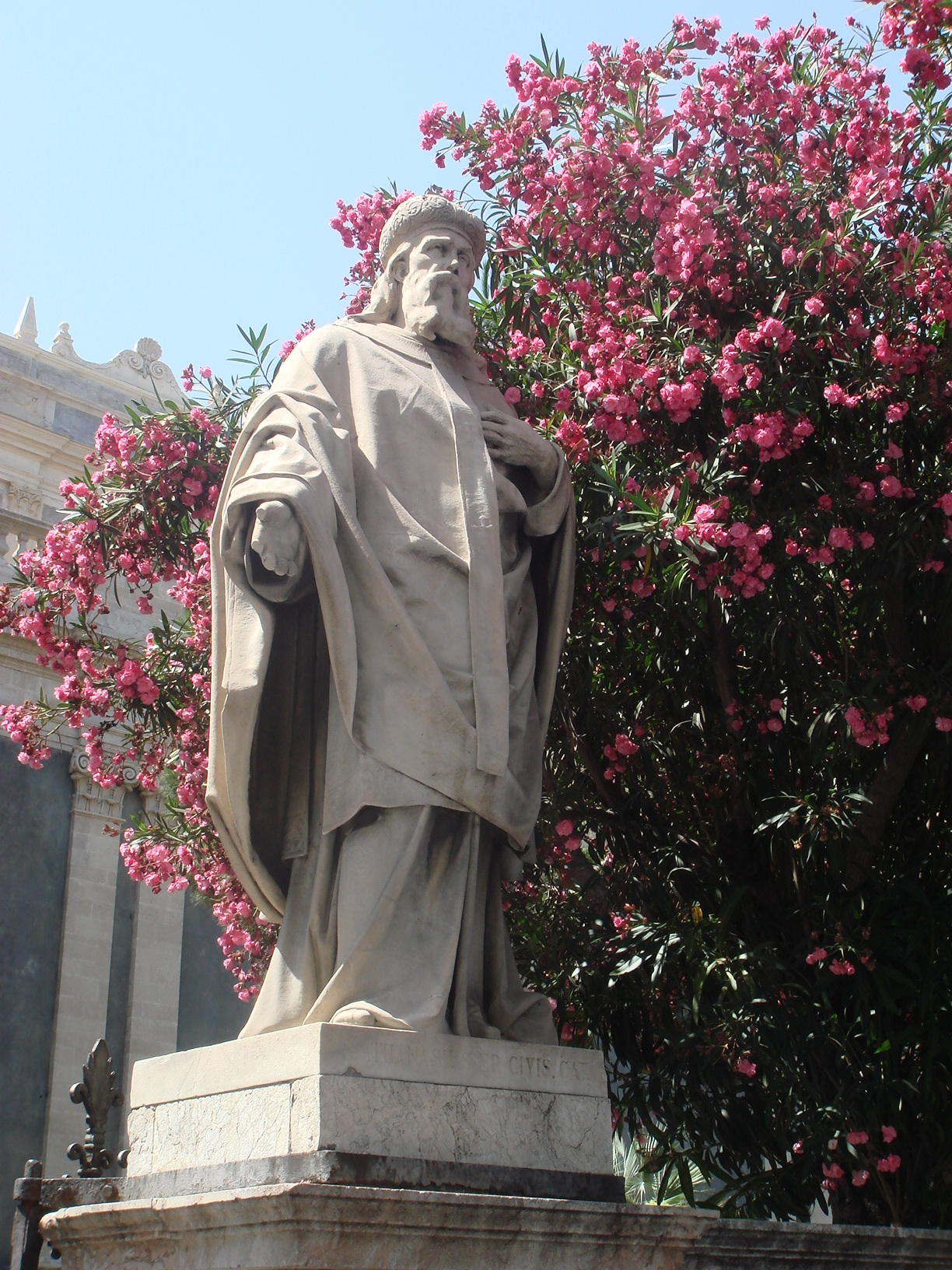
Una estàtua d'Atanasi a Catània, Sicília.

Atanasi va néixer en una família cristiana a la ciutat d'Alexandria o, possiblement, a la propera ciutat de Damanhur, del delta del Nil, entre els anys 293 i 298. La data anterior s'assigna de vegades a causa de la maduresa revelada en els seus primers tractats Contra Gentes (Contra els pagans) i De Incarnatione (Sobre l'encarnació), que certament es van escriure sobre l'any 318 abans que l'arrianisme s'hagués començat a fer sentir, ja que aquests escrits no mostren una consciència de l'arrianisme.
No obstant això, Cornelius Clifford va situar el seu naixement abans del 296 i no més tard del 298, basant-se en el fet que Atanasi no indica cap record de primera mà de la persecució maximiana del 303, que suggereix que Atanasi hauria recordat si hagués tingut deu anys en aquella època. En segon lloc, les Epístoles festives afirmen que els arrians havien acusat Atanasi, entre altres càrrecs, de no haver assolit encara l'edat canònica (30) i, per tant, no s'hauria pogut ordenar adequadament com a patriarca d'Alexandria el 328. L'acusació devia semblar versemblant. L'Església ortodoxa situa el seu any de naixement cap al 297.

### Educació
Els seus pares eren prou rics com per donar-li una bona educació secular. No obstant això, no era clarament membre de l'aristocràcia egípcia. Alguns erudits occidentals consideren el seu domini del grec, en el qual va escriure la majoria (si no totes) de les seves obres supervivents, evidència que podria haver estat un grec nascut a Alexandria. Tanmateix, les proves històriques indiquen que també dominava el copte, donades les regions d'Egipte on predicava. Algunes còpies supervivents dels seus escrits són de fet en copte, encara que els estudiosos difereixen sobre si ell mateix les va escriure originalment en copte (cosa que el convertiria en el primer patriarca a fer-ho), o si es tractava de traduccions d'escrits originalment en grec.
Rufí relata una història que mentre el bisbe Alexandre estava al costat d'una finestra, va veure com els nens jugaven a la vora del mar imitant el ritual del bateig cristià. Va fer cridar els nens i va descobrir que un dels nois (Atanasi) havia actuat com a bisbe. Després de qüestionar Atanasi, el bisbe Alexandre li va informar que els batejos eren genuïns, ja que tant la forma com la matèria del sagrament s'havien dut a terme mitjançant la recitació de les paraules correctes i l'administració d'aigua, i que no havia de continuar fent-ho com aquells batejats no havien estat catequitzats adequadament. Va convidar Atanasi i els seus companys de jocs a preparar-se per a les carreres clericals.
Alexandria era el centre comercial més important de tot l'imperi durant la infantesa d'Atanasi. Intel·lectualment, moralment i políticament, va representar el món grecoromà ètnicament divers, fins i tot més que Roma o Constantinoble, Antioquia o Marsella. La seva famosa escola catequètica, tot i sacrificar cap de les seves famoses passions per l'ortodòxia des dels temps de Pantè, Climent d'Alexandria, Orígenes, Dionis i Teognost, havia començat a adquirir un caràcter gairebé secular en la comprensió dels seus interessos, i havia comptat pagans influents entre els seus auditors seriosos.
Pere d'Alexandria, el 17è arquebisbe d'Alexandria, va ser martiritzat el 311 en els darrers dies de la persecució i pot haver estat un d'aquests mestres. El seu successor com a bisbe d'Alexandria fou Alexandre d'Alexandria (312-328). Segons Sozomen, "El bisbe Alexandre va convidar Atanasi a ser el seu comensal i el seu secretari. Havia estat ben educat, era versat en gramàtica i retòrica, i ja havia estat jove i abans d'arribar a l'episcopat, havia donat proves als que habitaven. amb ell de la seva saviesa i perspicàcia "" (Soz., II, xvii)
Els primers treballs d'Atanasi, Contra els Pagans - Sobre l'Encarnació (escrit abans de 319), porta rastres de origenista d'Alexandria pensava (com es cita en diverses ocasions Plató i l'ús d'una definició de l'Organon d'Aristòtil) però d'una manera ortodoxa. Atanasi també coneixia les teories de diverses escoles filosòfiques i, en particular, els desenvolupaments del neoplatonisme. En última instància, Atanasi modificaria el pensament filosòfic de l'Escola d'Alexandria lluny dels principis origenistes com la "interpretació totalment al·legòrica del text". Tot i així, en treballs posteriors, Atanasi cita Homer més d'una vegada (Hist. Ar. 68, Orat. Iv. 29).

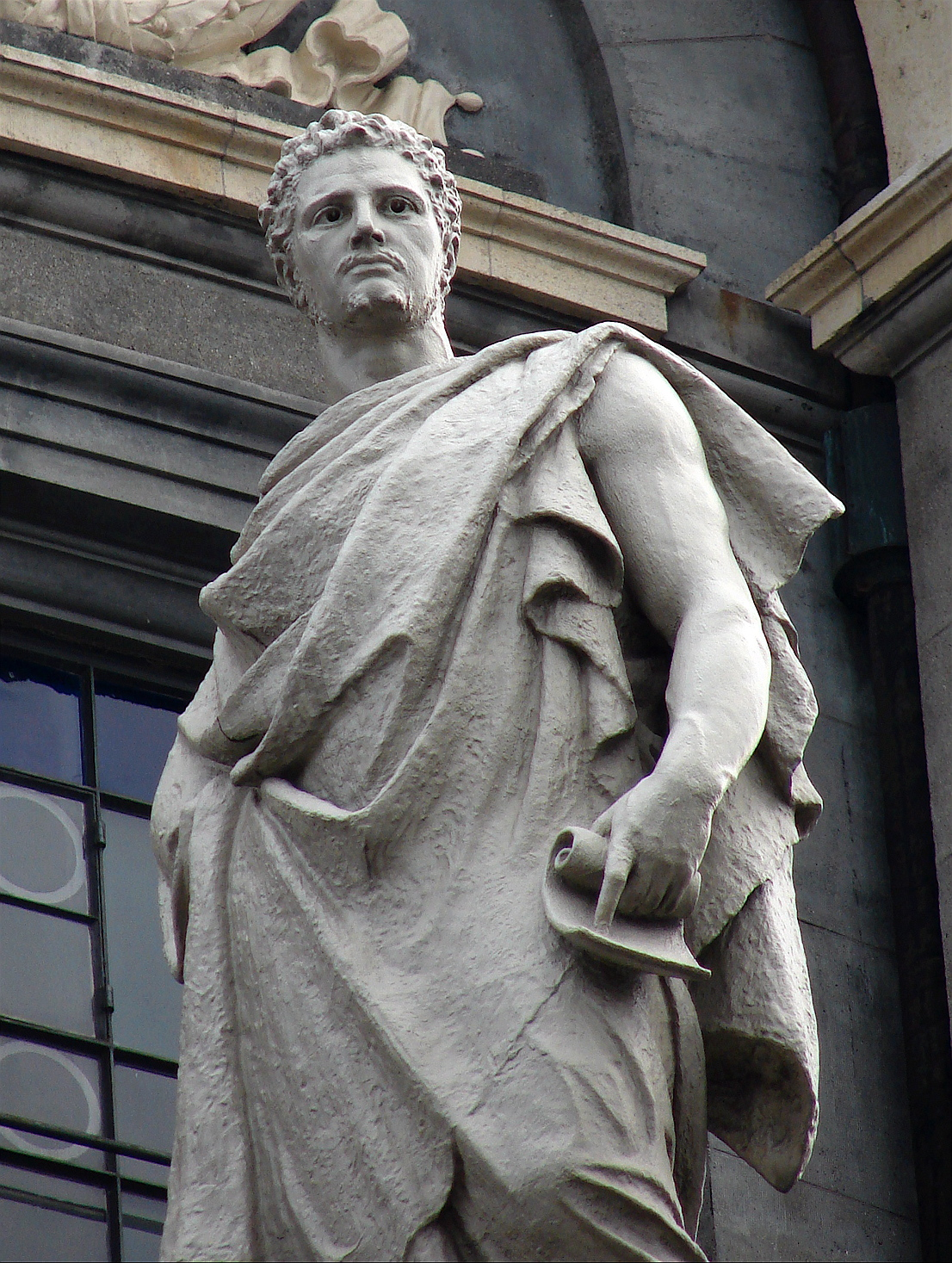
Sant Atanasi (1883–84), de Carl Rohl-Smith, Església de Frederik, Copenhaguen

Atanasi coneixia el grec i va admetre que no sabia l'hebreu Els passatges de l'Antic Testament que cita amb freqüència provenen de la traducció grega de la Septuaginta. Només poques vegades feia servir altres versions gregues (a Àquila una vegada a l'Èctesi, a altres versions una o dues vegades als salms), i el seu coneixement de l'Antic Testament es limitava a la Septuaginta. La combinació d'estudi bíblic i d'aprenentatge del grec era característica de la famosa escola alexandrina.
Bisbe (o patriarca, el rang eclesial més alt del centre de l'Església, a Alexandria) Alexandre va ordenar a Atanasi com a diaca el 319. El 325 Atanasi va ser secretari d'Alexandre al Primer Concili de Nicea. Ja reconegut teòleg i asceta, va ser l'elecció òbvia per substituir el seu vell mentor Alexandre com a patriarca d'Alexandria, malgrat l'oposició dels seguidors d'Arri i Meleci de Licòpolis.
Finalment, en el Concili de Nicea, es va adoptar el terme "Consubstancialitat" (homoousios), i Osi de Còrdova va elaborar un formulari de fe que la plasmava. Des d'aquest moment fins al final de les controvèrsies arrianes, la paraula "consubstancial" va continuar sent la prova de l'ortodòxia. El formulari de fe elaborat per Hosi es coneix com el Credo de Nicea. No obstant això, "no va ser el creador de la famosa "homoousion" (ACC d'homoousios). El terme havia estat proposat en un sentit no obvi i il·legítim per Pau de Samosata als pares d'Antioquia, i havien estat rebutjats com a assaboridors de les concepcions materialistes de la divinitat."
Encara que era un diaca sota la cura d'Alexandre (o a principis del seu patriarcat, tal com es discuteix a continuació), Atanasi també podria haver conegut alguns dels solitaris del desert egipci, i en particular Antoni el Gran, la vida de la qual es diu que va escriure.

### Oposició a l'arrianisme
Cap al 319, quan Atanasi era diaca, un prevere anomenat Arri va entrar en conflicte directe amb Alexandre d'Alexandria. Sembla que Arri va retreure a Alexandre allò que sentia equivocat o que el bisbe ensenyava ensenyaments herètics. Les opinions teològiques d'Arri semblen estar fermament arrelades al cristianisme alexandrí. Va abraçar una cristologia subordinacionista que ensenyava que Crist era el Fill diví (Logos) de Déu, fet, no engendrat, fortament influït per pensadors alexandrins com Orígenes, i que era una visió cristològica habitual a Alexandria en aquella època. Arri va comptar amb el suport d'un poderós bisbe anomenat Eusebi de Nicomèdia (que no s'ha de confondre amb Eusebi de Cesarea), il·lustrant com la cristologia subordinacionista d'Arri era compartida per altres cristians de l'Imperi. Arius fou posteriorment excomunicat per Alexandre i començaria a obtenir el suport de molts bisbes que estaven d'acord amb la seva posició.

### Patriarca
Frances AM Forbes escriu que quan el patriarca Alexandre era al llit de la mort, va cridar Atanasi, que va fugir tement que es veuria obligat a ser nomenat bisbe. "Quan els bisbes de l'Església es van reunir per escollir el seu nou patriarca, tota la població catòlica va envoltar l'església, alçant les mans al cel i cridant:" Doneu-nos Atanasi! "Els bisbes no tenien res millor. Atanasi va ser elegit, doncs, com a Gregori ens diu ... "(El papa Gregori I, tindria ple accés als arxius del Vaticà).
T. Gilmartin, (professor d'Història, Maynooth, 1890), escriu a Church History, Vol. 1, cap XVII: "A la mort d'Alexandre, cinc mesos després de la finalització del concili de Nicea, Atanasi va ser elegit per unanimitat per ocupar la seu vacant. No estava disposat a acceptar la dignitat, ja que clarament preveia les dificultats en què el clergat i la gent estaven decidits a tenir-lo com a bisbe, patriarca d'Alexandria, i es van negar a acceptar qualsevol excusa. Finalment va consentir acceptar una responsabilitat que va intentar escapar inútilment i va ser consagrat el 326 , quan tenia uns trenta anys ".
L'episcopat d'Atanasi va començar el 9 de maig del 328 quan el Concili d'Alexandria va escollir Atanasi per succeir Alexandre després de la seva mort i va ser consagrat el 326 d.C. ". El patriarca Atanasi va passar més de 17 anys en cinc exilis ordenats per quatre diferents emperadors romans, sense comptar aproximadament sis incidents més en què Atanasi va fugir d'Alexandria per fugir de persones que volien llevar-li la vida.
Durant els seus primers anys com a bisbe, Atanasi va visitar les esglésies del seu territori, que en aquella època incloïen tot Egipte i Líbia. Va establir contactes amb els ermitans i monjos del desert, inclòs Pacomi, que li van resultar molt valuosos al llarg dels anys.
"Durant els quaranta-vuit anys del seu episcopat, la seva història s'explica a la història de les controvèrsies en què va estar constantment compromès amb els arrians, i dels patiments que va haver de suportar en defensa de la fe nicena. quan a Arri se li va permetre tornar de l'exili el 328, Atanasi es va negar a suprimir la condemna d'excomunió ".

#### Primer exili
El 331 Arri va fer formal submissió a la fe catòlica i això va semblar suficient a l'emperador, i Atanasi va rebre l'ordre d'admetre l'excap heretge a l'església d'Alexandria, però Atanasi s'hi va negar. El primer problema d'Atanasi va ser Meleti de Licopolis i els seus seguidors, que no havien pogut respectar el Primer Concili de Nicea. Aquell concili també va anatematitzar Arri. Els melecians el van acusar de certs fets davant l'emperador però fou absolt. Però les acusacions es van renovar i fou fins i tot acusat de la mort d'Arseni, bisbe de Hipselis a l'Alt Egipte (que per un temps va romandre amagat per donar veracitat a l'acusació). Atanasi va aconseguir trobar Arseni, que era a Tir, i finalment fou absolt. Noves acusacions li foren llançades dos anys després. Acusat de maltractar els arrians i els melecians, Atanasi va respondre a aquests càrrecs en una reunió de bisbes a Tir , el primer sínode de Tir, el 335. Allà, Eusebi de Nicomèdia i altres partidaris d'Arri van destituir Atanasi. El 6 de novembre, ambdues parts de la disputa es van reunir amb l'emperador Constantí I a Constantinoble. En aquesta reunió, els arrians van afirmar que Atanasi intentaria tallar els subministraments essencials de gra egipci a Constantinoble. Va ser declarat culpable i enviat a l'exili a Augusta Treverorum a la Gàl·lia.
Quan Atanasi va arribar a la seva destinació a l'exili el 336, Maximí de Trèveris el va rebre, però no com a deshonrat. Atanasi va romandre amb ell durant dos anys. El clergat alexandrí va acabar demanant el seu restabliment amb el suport de l'eremita Antoni, però l'emperador no ho va acceptar. Constantí va morir el 337 i el van succeir els seus tres fills, Constantí II, Constanci i Constant. Pau I de Constantinoble, que també havia estat bandejat per Constant, també va trobar refugi amb Maximí, que va advertir a l'emperador Constans contra els arrians, revelant els seus complots.

#### Segon exili

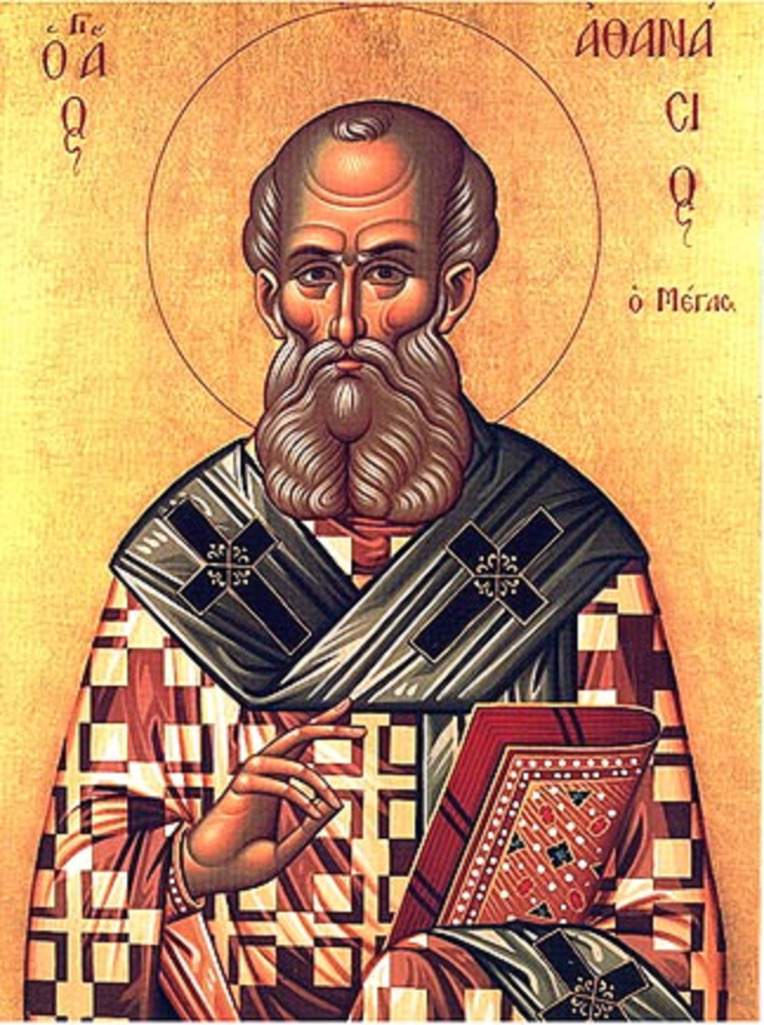
Icona amb sant Atanasi

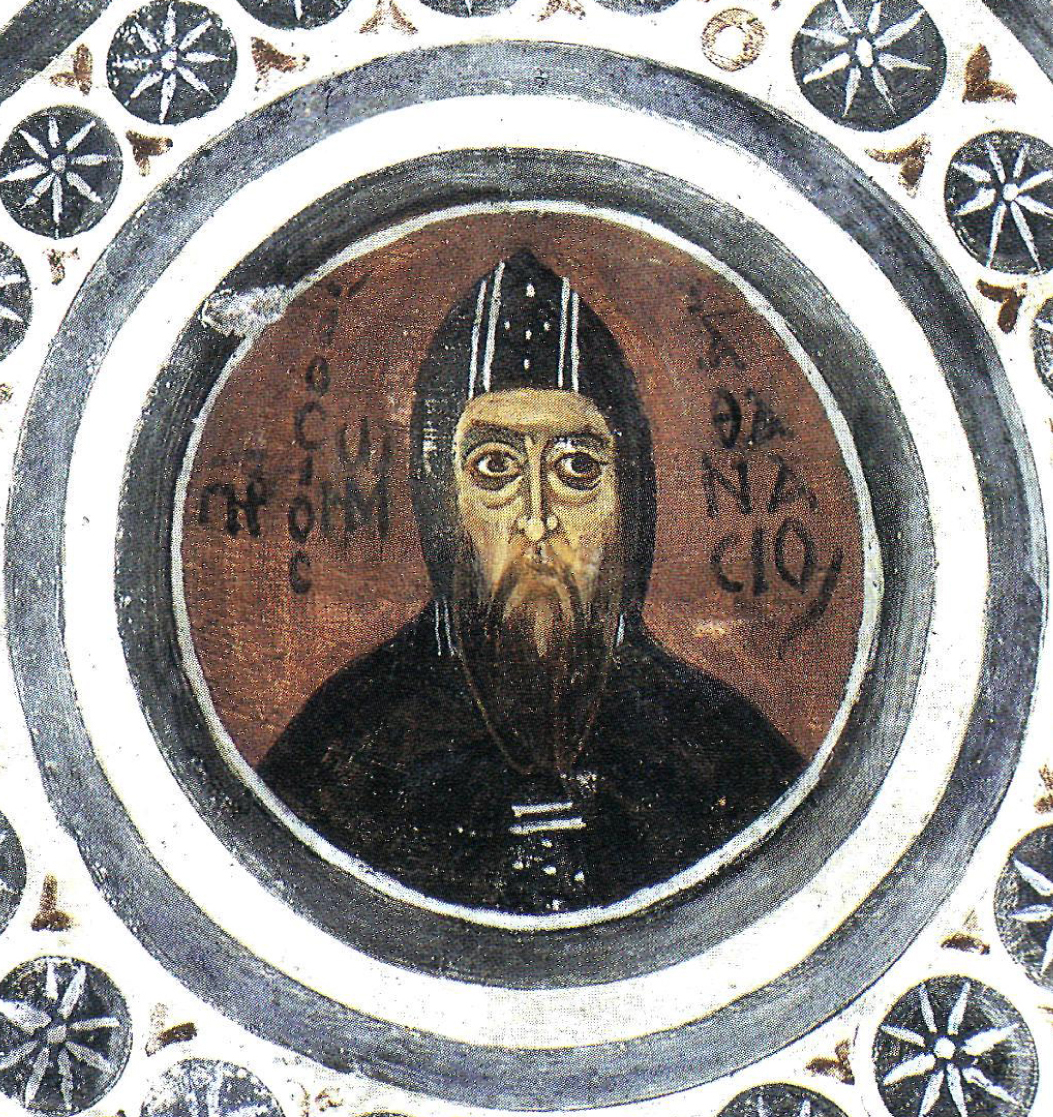
Fresc a Hosios Loukas, Grècia

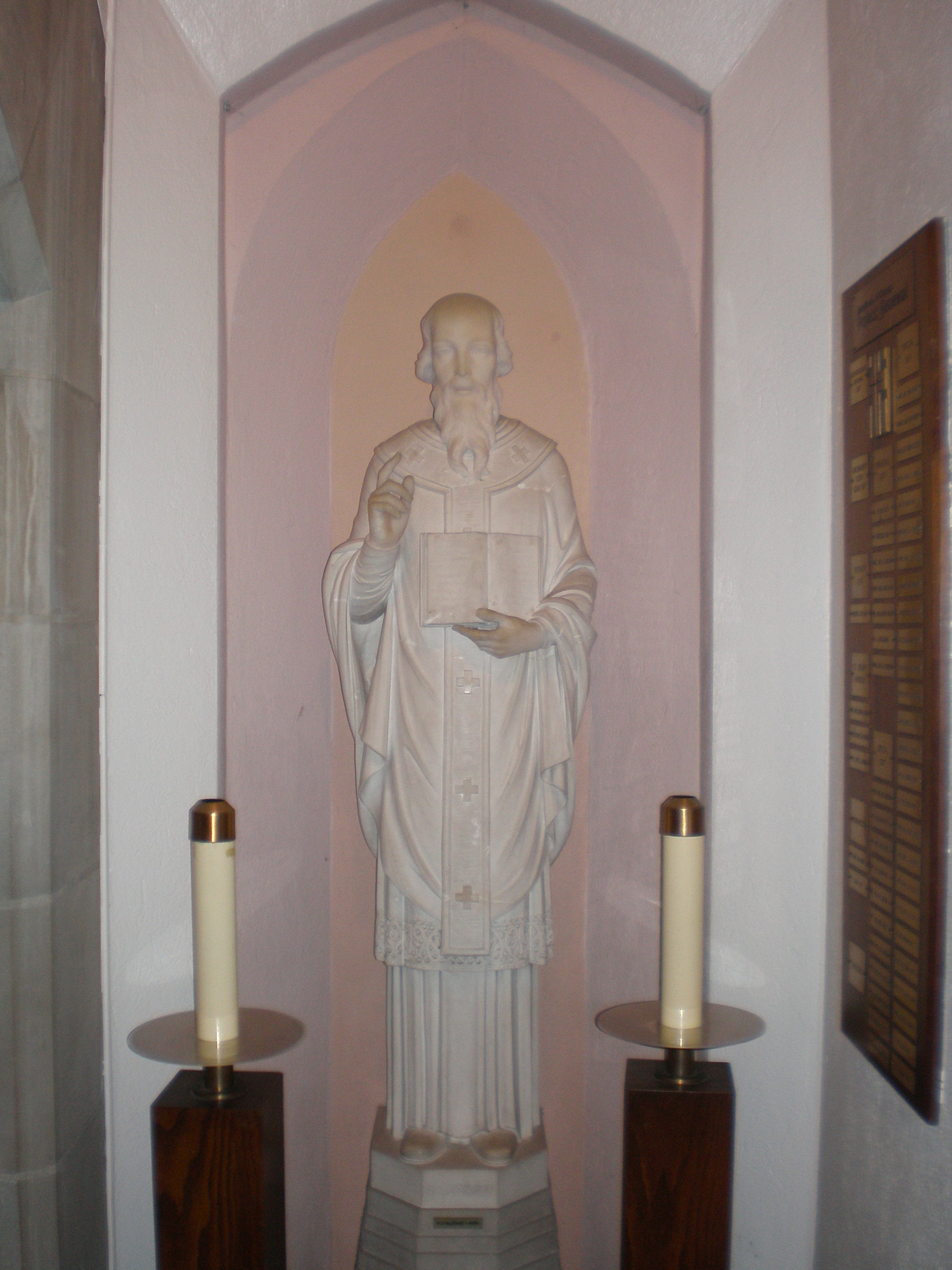
Estàtua del sant a l'església catòlica de Sant Atanasi a Evanston, Illinois

Quan l'emperador Constantí I vaig morir, Atanasi se li va permetre tornar a la seva seu d'Alexandria. Poc després, però, el fill de Constantí, el nou emperador romà Constanci II, va renovar l'ordre de desterrament d'Atanasi el 338. "En poques setmanes es va dirigir a Roma per presentar el seu cas davant l'Església en general. Havia fet una crida al papa Juli, que va assumir la seva causa amb tot el cor que mai va vacil·lar fins al dia de la mort del pontífex. El papa va convocar un sínode de bisbes per reunir-se a Roma. Després d'un examen minuciós i detallat de tot el cas, la innocència del primat es va proclamar al món cristià". Durant aquest temps, Eusebi Emisé fou nomenat arquebisbe, i quan aquest va refusar fou nomenat Gregori de Capadòcia, que prengué possessió el 341 en mig de violentes protestes i enfrontaments entre els dos bàndols que no va poder tallar el prefecte (governador) d'Egipte, Filagri, que acompanyava a Gregori.No obstant això, Atanasi va romandre en contacte amb la seva gent a través de les seves Cartes festives anuals , en les quals també va anunciar en quina data se celebraria la Pasqua aquell any.
El 339 o el 340, gairebé un centenar de bisbes es van reunir a Alexandria, van declarar-se a favor d'Atanasi, i van rebutjar enèrgicament les crítiques de la facció eusebiana a Tir. A més, el papa Juli I va escriure als partidaris d'Arri instant fermament la reincorporació d'Atanasi, però aquest esforç va resultar en va. El papa Juli I va convocar un sínode a Roma el 340 per tractar l'assumpte, que va proclamar Atanasi el bisbe legítim d'Alexandria.
A principis de l'any 343 trobem que Atanasi havia viatjat, a través de Roma, des d'Alexandria, al nord d'Àfrica, fins a la Gàl·lia, on Hossi de Còrdova va ser bisbe, el gran defensor de l'ortodòxia a Occident. Junts van marxar cap a Serdica. S'hi va convocar un ple de l'Església en respecte als desitjos del pontífex romà. El viatge era una tasca enorme en si mateixa. En aquesta gran reunió de prelats, caps de l'Església, es va reprendre el cas d'Atanasi, és a dir, Atanasi va ser formalment interrogat per faltes i fins i tot per assassinat (un home anomenat Arseni i que utilitzava el seu cos per a la màgia, una acusació absurda). Fins i tot van produir la mà tallada per Arsenius.)
El Concili va ser convocat per investigar els càrrecs contra Atanasi i altres bisbes, a causa dels quals van ser destituïts de les seves seus pel Sínode Semi-Arrià d'Antioquia (341), i es van exiliar. Va ser cridada segons Sòcrates, (EH ii. 20) pels dos emperadors, Constaci i Constant; però, segons Baroni, del papa Juli (337-352), (Ad an. 343). Hi van assistir cent setanta-sis. Els bisbes eusebians van oposar-se a l'admissió d'Atanasi i altres bisbes destituïts al Concili, tret que fossin acusats de respondre els càrrecs contra ells. Les seves objeccions van ser anul·lades pels bisbes ortodoxos, aproximadament un centenar eren ortodoxos, que eren la majoria. Els eusebians, en veure que no tenien cap oportunitat de fer arribar les seves opinions, es van retirar a Filopòpolis a Tràcia, on van celebrar un consell d'oposició, sota la presidència del patriarca d'Antioquia, i van confirmar els decrets del Sínode d'Antioquia.
La innocència d'Atanasi es va reafirmar al Concili de Sàrdica. Es van preparar dues cartes conciliars, una al clergat i fidels d'Alexandria, l'altra als bisbes d'Egipte i Líbia, en què es va donar a conèixer la voluntat del Concili. Mentrestant, el partit eusebià havia anat a Filipòpolis, on van emetre un anatema contra Atanasi i els seus partidaris. La persecució contra el partit ortodox va esclatar amb un vigor renovat, i Constanci va ser induït a preparar mesures dràstiques contra Atanasi i els sacerdots que li eren devots. Es va ordenar que si Atanasi intentava tornar a entrar a la seu, havia de ser condemnat a mort. Atanasi, per tant, es va retirar de Serdica a Naissus, on va celebrar la festa de Pasqua de l'any 344. Va ser Hossi qui va presidir el Concili de Sàrdica, tal com va fer per al Primer Concili de Nicea, que igual que el sínode del 341, va trobar Atanasi innocent. Va celebrar la seva última Setmana Santa a l'exili a Aquileia l'abril del 345, rebut pel bisbe Fortunatianus.
Va morir el bisbe oriental Gregori de Capadòcia, probablement assassinat el juny del 345 i es va aprofitar per demanar a l'emperador la reposició d'Atanasi, encara pendent.. L'emissari a l'emperador Constanci enviat pels bisbes del Concili de Serdica per informar dels acords del concili, que havia estat reunida al principi amb un tracte insultant, ara va rebre una audiència favorable. Constanci es va veure obligat a reconsiderar la seva decisió, a causa d'una carta amenaçadora del seu germà Constant i de les incertes condicions de la situació a la frontera persa, i en conseqüència es va decidir a cedir. Però es necessitaven tres cartes separades per superar la vacil·lació natural d'Atanasi. Va passar ràpidament d'Aquileia a Treves, de Treves a Roma i de Roma per la ruta del nord a Adrianòpolis, Edirne, Antioquia, a Ankara, on va conèixer Constanci. L'emperador li va concedir una amable entrevista i el va tornar a la seva seu en triomf i va començar els seus memorables deu anys de pau, que van durar fins al tercer exili, 356.
El papa Juli va morir l'abril del 352, i el va succeir Liberi . Durant dos anys, Liberi havia estat favorable a la causa d'Atanasi; però finalment conduït a l'exili, va ser induït a signar una fórmula ambigua, a partir de la qual s'havia omès estudiosament el gran text niceno, la "homoousion". El 355 es va celebrar un concili a Milà, on malgrat la vigorosa oposició d'un grapat de prelats lleials entre els bisbes occidentals, es va anunciar al món una quarta condemna d'Atanasi. Amb els seus amics dispersos, Hosius a l'exili i el papa Liberi van denunciar que complien els formularis arrians, Atanasi difícilment podia esperar escapar. La nit del 8 de febrer de 356, mentre feia serveis a l'església de Sant Tomàs, una banda d'homes armats va irrompre per aconseguir la seva detenció. Va ser el començament del seu tercer exili.
T. Gilmartin, (professor d'Història, Maynooth, 1890), escriu a Church History, Vol. 1, cap XVII: per ordre de Constanci , es va celebrar l'únic governant de l'Imperi Romà a la mort del seu germà Constans, el Concili d'Arle del 353, que va ser presidit per Vicent, bisbe de Càpua, en nom del papa Liberi. Els pares, aterrits per les amenaces de l'Emperador, un arrià declarat, van consentir la condemna d'Atanasi. El Papa es va negar a acceptar la seva decisió i va demanar a l'Emperador que celebrés un altre Concili, en el qual es poguessin investigar lliurement els càrrecs contra Atanasi. Constanti va consentir-ho perquè es va sentir capaç de controlar el Concili de Milà.
Tres-cents bisbes es van reunir a Milà, la majoria d'Occident, només uns pocs d'Orient, el 355. Es van reunir a l'església de Milà. Poc temps després, l'Emperador els va ordenar a una sala del Palau Imperial, posant així fi a qualsevol debat lliure. Va presentar una fórmula de fe arriana per a la seva acceptació. Va amenaçar qualsevol que es negués amb l'exili i la mort. Tots, a excepció de Dionís, bisbe de Milà, i dels dos llegats papals, a saber, Eusebi de Vercelli i Lucífer de Càller , van consentir el Credo Arrià i la condemna d'Atanasi. Els que es van negar van ser enviats a l'exili. Els decrets es van remetre al Papa per a la seva aprovació, però van ser rebutjats a causa de la violència a què van ser sotmesos els bisbes

#### Tercer exili

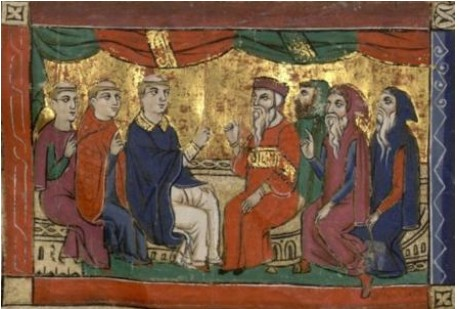
Atanasi al Concili de Nicea, manuscrits de Guillem de Tir.

Gràcies a la influència de la facció eusebiana a Constantinoble, un bisbe arrià, Jordi de Capadòcia, va ser designat ara per governar la seu d'Alexandria. Constanci, renovant les seves polítiques anteriors a favor dels arrians, va desterrar una vegada més Atanasi d'Alexandria. Això va ser seguit, el 356, per un intent d'arrestar Atanasi durant un servei de vetlla. Atanasi va fugir a l'Alt Egipte, on va romandre durant un període de sis anys, on es va allotjar a diversos monestirs i altres cases. Durant aquest període, Atanasi va completar la seva obra Quatre oracions contra els arrians i va defensar la seva pròpia conducta recent en Apologia de Constanci i Apologia de la seva fugida. La persistència de Constanci en la seva oposició a Atanasi, combinada amb els informes que Atanasi va rebre sobre la persecució dels no arrians per part del nou bisbe arrià Jordi de Laodicea va impulsar Atanasi a escriure la seva més emotiva Història dels Arrians, en la qual descrivia a Constanci com un precursor de l'Anticrist.
Constancio va ordenar a Liberi que s'exiliés el 356, donant-li tres dies per complir-lo. Va ser ordenat desterrar a Beroea, a Tràcia. Va enviar regals cars si acceptava la posició arriana, cosa que Liberi va rebutjar. Li va enviar cinc-centes peces d'or "per assumir els seus càrrecs" que Liberi va rebutjar, dient que podia atorgar-los als seus aduladors; com també va fer un regal semblant de l'emperadriu, demanant al missatger que aprengués a creure en Crist i a no perseguir l'Església de Déu. Es va intentar deixar els regals a l'Església, però Liberi els va expulsar. Constanci va enviar després a ell sota una estricta guàrdia a Milà, on en una conferència enregistrada per Teodor, va dir audaçment a Constanci que Atanasi havia estat absolt a Serdica, i que els seus enemics es van demostrar calumniadors i impostors, i que va ser injust condemnar una persona que no pogués ser condemnada legalment per cap delicte.
Liberi es va exiliar. Constanci, després de dos anys va anar a Roma per celebrar el vintè any del seu regnat. Les dones es van unir a una petició que li restabliria Liberi. Va assentir, a condició que complís amb els bisbes, a la cort. Va subscriure la condemna d'Atanasi i una confessió o credo que els arians havien emmarcat a Sirmium. I tot just va recuperar la seva seu que es va declarar pel Credo de Nicea, tal com testifica Teodoret. ( Theodoret , Hist. Lib. Ii. C. 17.). L'emperador sabia el que volia que la gent cregués. També ho van fer els bisbes de la seva cort. Atanasi atrapat pel credo ortodox. Constanci era un arrià declarat, esdevingut únic governant el 350, a la mort del seu germà, Constant.
T. Gilmartin, escriu a Church History, Vol. 1, cap XVII:
| « | Els arrians van demanar l'aprovació d'un concili ecumènic. Van intentar celebrar dos consells. Constanci, va convocar els bisbes d'Orient a reunir-se a Seleucia a Isauria, i els d'Occident a Rímini a Itàlia. Els arrians van celebrar una concili preliminar a Sirmium per acordar una fórmula de fe. Es va adoptar un credo "Homoeon", que declarava que el Fill era "com el Pare". Els dos es van reunir a la tardor del 359. A Seleucia, cent cinquanta bisbes, dels quals cent cinc eren semi-arrians. Els semi-Arri es van negar a acceptar res menys que el "Homoiousion", formulari de fe. El prefecte imperial es va veure obligat a dissoldre's, sense acordar cap credo. | » |

Acacius, el líder del partit "Homoean", va anar a Constantinoble, on el formulari de fe de Sirmian va ser aprovat pel "Sínode de la Llar" (estava format per aquells bisbes que foren presents a la Cort per aquell temps), i un decret de deposició emesa contra els líders dels semi-arrians. A Rimini hi havia més de quatre-cents dels quals vuitanta eren arrians, la resta eren ortodoxos. Els pares ortodoxos es van negar a acceptar qualsevol credo excepte el nicè, mentre que els altres estaven a favor del sirmià. Cada partit va enviar una diputació a l'emperador per dir que no hi havia probabilitat d'acord i va demanar que els bisbes tornessin a les seves diòcesis. Amb la finalitat d'esgotar els bisbes ortodoxos; (Diu Sulpitius Severius), Constanci va retardar la seva resposta durant uns quants mesos, i finalment els va imposar per acceptar el credo sirmià. Jeroni d'Estridó va dir: "... tot el món va gemegar de sorpresa de trobar-se a si mateix Arian".
Els arrians ja no presentaven un front ininterromput als seus adversaris ortodoxos. L'emperador Constanci, que havia estat el causant de tants problemes, va morir el 4 de novembre del 361 i va ser succeït per Julià. La proclamació de l'adhesió del nou príncep va ser el senyal d'un brot pagà contra la facció ària encara dominant a Alexandria. Jordi, el bisbe usurpador, va ser llançat a la presó i assassinat. Un obscur prevere del nom de Pistus va ser triat immediatament pels arrians per succeir-lo, quan van arribar noves notícies que omplien d'esperança el partit ortodox. Julià havia presentat un edicte que permetia als bisbes exiliats dels "galileus" tornar a les seves "ciutats i províncies". Atanasi va rebre una convocatòria del seu propi rama.
El 362 va convocar un consell a Alexandria i el va presidir amb Eusebi de Vercelli. Atanasi va apel·lar a la unitat entre tots aquells que tenien fe en el cristianisme, encara que fossin diferents en matèria de terminologia. Això va preparar les bases per a la seva definició de la doctrina ortodoxa de la Trinitat. No obstant això, el concili també es va dirigir contra aquells que negaven la divinitat de l'Esperit Sant, l'ànima humana de Crist i la divinitat de Crist. Es van acordar mesures lleus per als bisbes heretges que es van penedir, però es va decretar una penitència severa per als principals líders de les principals heretgies.
Amb una energia característica, es va posar a treballar per restablir les fortunes una mica trencades del partit ortodox i purgar l'atmosfera teològica d'incertesa. Per aclarir els malentesos sorgits al llarg dels anys anteriors, es va intentar determinar encara més la importància dels formularis nicens. Mentrestant, Julià, que sembla haver-se posat de sobte gelós de la influència que Atanasi exercia a Alexandria, va dirigir una ordre a Ecdicius, el prefecte d'Egipte, que manava premptorialment l'expulsió del primat restaurat, perquè no havia tingut mai ha estat inclosa en l'acte imperial de clemència. L'edicte va ser comunicat al bisbe per Pythicodorus Trico, qui, tot i que es descriu al "Chronicon Athanasianum" (XXXV) com a "filòsof", sembla haver-se comportat amb una insolència brutal. El 23 d'octubre, la gent es va reunir sobre el bisbe prohibit per protestar contra el decret de l'emperador; però Atanasi els va instar a presentar-se, consolant-los amb la promesa que la seva absència seria de curta durada.

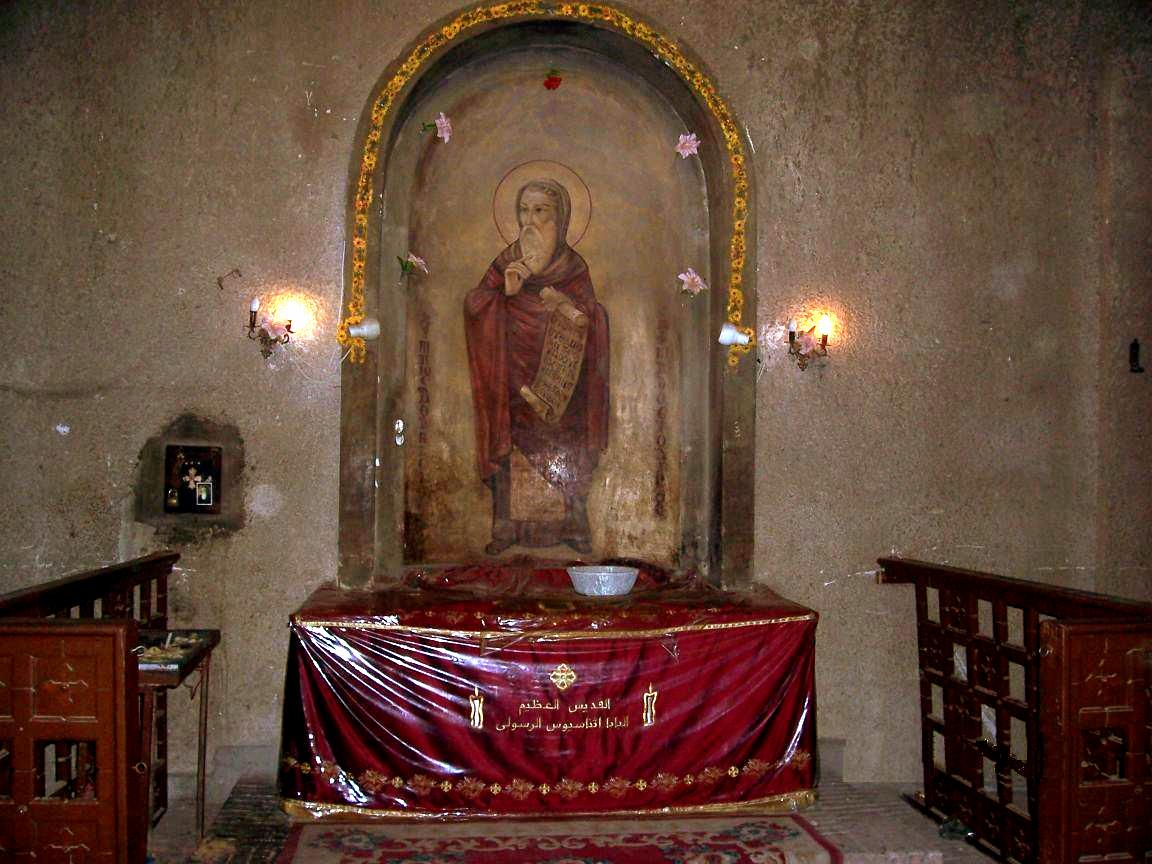
Tomba de Sant Atanasi a la Catedral de Sant Marc del Caire

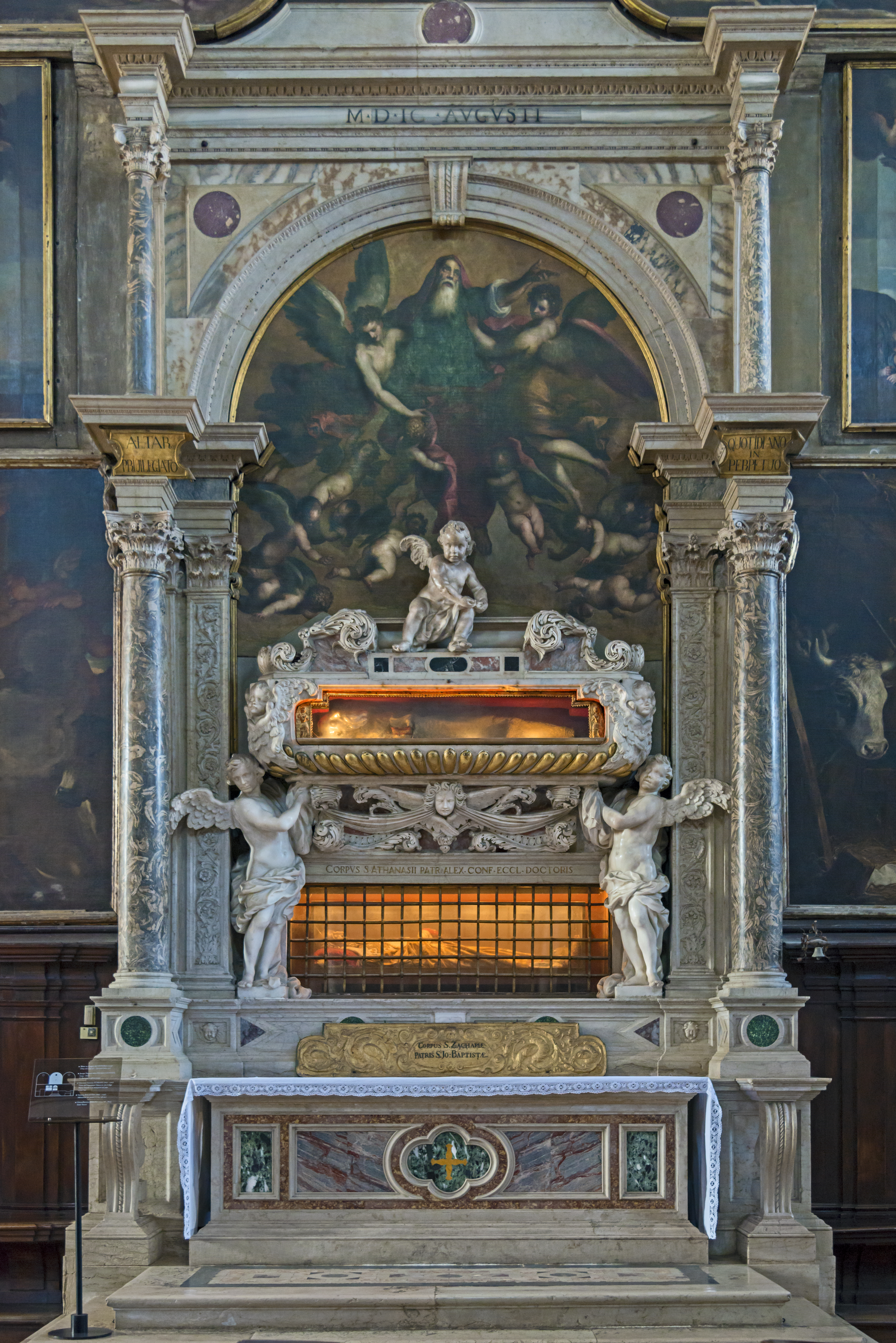
A sobre de la de Zacaries, antiga tomba d'Atanasi a l'església de San Zaccaria (Venècia).

#### Quart exili
El 362, el nou emperador Julià, destacat per la seva oposició al cristianisme, va ordenar a Atanasi que deixés Alexandria una vegada més. Atanasi va marxar a l'Alt Egipte, romanent allà amb els pares del desert fins a la mort de Julià el 26 de juny de 363. Atanasi va tornar en secret a Alexandria, on aviat va rebre un document del nou emperador, Jovià , que el va restablir una vegada més en les seves funcions episcopals.
El seu primer acte va ser convocar un concili que reafirmés els termes del Credo Nicè. A principis de setembre del 363 va marxar cap a Antioquia a l'Orontes , amb una carta sinodal, en què s'havien plasmat els pronunciaments d'aquest concili. A Antioquia va tenir una entrevista amb el nou emperador, que el va rebre amb gràcia i fins i tot li va demanar que preparés una exposició de la fe ortodoxa. El febrer següent va morir Jovià; i a l'octubre del 364, Atanasi va tornar a ser exiliat.

#### Cinquè exili
Dos anys més tard, l'emperador Valent, que va afavorir la posició arriana, al seu torn va exiliar Atanasi. Aquesta vegada Atanasi simplement va marxar als afores d'Alexandria, on va romandre només uns mesos abans que les autoritats locals convencessin Valens de retirar la seva ordre d'exili. Alguns primers informes afirmen que Atanasi va passar aquest període d'exili a la tomba ancestral de la seva família en un cementiri cristià. Va ser durant aquest període, el darrer exili, que es diu que va passar quatre mesos amagat a la tomba del seu pare. (Soz., "Hist. Eccl.", VI, xii; Soc., "Hist. Eccl.", IV, xii).
L'adhesió de Valens va donar una nova vida al partit arrià. Va emetre un decret que desterrava els bisbes que havien estat destituïts per Constantí, però que Jovià havia permès que tornessin a les seves seus. Les notícies van crear la major consternació a la mateixa ciutat d'Alexandria i el prefecte, per evitar un brot greu, va donar la seguretat pública que el cas tan especial d'Atanasi es presentaria davant l'emperador. Però Atanasi semblava haver endevinat el que es preparava en secret contra ell. Es va retirar tranquil·lament d'Alexandria, el 5 d'octubre, i es va allotjar en una casa de camp fora de la ciutat. Valens, que sembla haver temut sincerament les possibles conseqüències d'un altre brot popular, en poques setmanes va dictar ordres que permetien a Atanasi tornar a la seva seu episcopal. El seu excessiu zel, i com rèplica mordaç als seus escrits, donà peu a l'expressió Athanasius contra mundum emprada per qualificar una persona amargada i agre, que lluita contra tothom.
El 366 va morir el papa Liberi i el va succeir el papa Damàs, un home de fort caràcter i vida santa. Dos anys més tard, en un concili de l'Església, es va decretar que cap bisbe no seria consagrat si no seguia el Credo de Nicea.

#### Anys finals i mort
Després de tornar a Alexandria a principis del 366, Atanasi va passar els seus darrers anys reparant tots els danys causats durant els primers anys de violència, dissidència i exili. Va reprendre l'escriptura i la predicació sense molèsties, i va subratllar característicament la visió de l'Encarnació que s'havia definit a Nicea. El 2 de maig de 373, després d'haver consagrat Pere II, un dels seus preveres com a successor, Atanasi va morir pacíficament al seu propi llit, envoltat del seu clergat i fidels partidaris.
Atanasi fou soterrat a Alexandria, i més tard transferit a Venècia, a l'església de San Zaccaria, fins que, el 15 de maig de l'any 1973 i a conseqüència de la seva visita a Roma, el papa copte Shenouda III restituí les seves relíquies a la catedral copta de Sant Marc, al Caire.

## Obra
En la literatura copta, Atanasi és el primer patriarca d'Alexandria que va utilitzar el copte i el grec en els seus escrits s.
Les seves obres principals són:
- Oratio contra Gentes,
- Oratio de Incarnatione,
- Encyclica ad Episcopos Epistola,
- Apologia contra Arianos,
- Epistola de Nicaenis Decretis,
- Epistola ad Episcopos Aegypti et Libyae,
- Apologia ad Imperatorem Constantium,
- Apologia de Fuga sua,
- Historia Arianorum ad Monachos,
- Orationes quatuor contra Arianos,
- Epistolae quatuor ad Serapionem,
- Epistola de Synodis Arimini et Seleuciae,
- Vita Antonii,
- Liber de Incarnatione Dei Verbi et c. Arianos

### Obres polèmiques i teològiques
Atanasi no era un teòleg especulatiu. Com va afirmar a les seves Primeres cartes a Serapion, va mantenir "la tradició, l'ensenyament i la fe proclamats pels apòstols i custodiats pels pares." Va afirmar que el Fill de Déu no només era consubstancial amb el Pare, sinó que també ho era l'Esperit Sant, que va tenir una gran influència en el desenvolupament de doctrines posteriors sobre la Trinitat.
La "Carta sobre els decrets del concili de Nicea" d'Atanasi (De Decretis) és un relat històric i teològic important de les actuacions d'aquest concili, i una altra carta del 367 és la primera llista coneguda de tots aquells llibres acceptats ara com el Nou Testament. (les llistes similars anteriors varien segons l'omissió o l'addició d'alguns llibres).
Entre els exemples dels escrits polèmics d'Atanasi contra els seus oponents teològics s'inclouen Oracions contra els arrians, la seva defensa de la divinitat de l'Esperit Sant (Cartes a Serapió als anys 360 i Sobre l'Esperit Sant), contra el macedonisme i Sobre l'Encarnació.
Atanasi també va ser autor d'una obra de dues parts, Contra els pagans i L'encarnació de la Paraula de Déu. Completades probablement a principis de la seva vida, abans de la controvèrsia arriana, constitueixen la primera obra clàssica de la teologia ortodoxa desenvolupada. A la primera part, Atanasi ataca diverses pràctiques i creences paganes. La segona part presenta ensenyaments sobre la redempció. També en aquests llibres, Atanasi va plantejar la creença, fent referència a Jo 1:1–4, que el Fill de Déu, la Paraula eterna (Logos) a través de la qual Déu va crear el món, va entrar en aquest món en forma humana per dirigir els homes tornar a l'harmonia de la qual abans havien caigut.
Les seves altres obres importants inclouen les seves Cartes a Serapió, que defensa la divinitat de l'Esperit Sant. En una carta a Epictet de Corint, Atanasi anticipa controvèrsies futures en la seva defensa de la humanitat de Crist. Una altra de les seves cartes, dirigida a Draconci, insta aquell monjo a deixar el desert per a les tasques més actives d'un bisbe.
Atanasi també va escriure diverses obres d'exegesi bíblica, principalment sobre materials de l'Antic Testament. El més important és la seva Epístola a Marcel·lí (PG 27: 12-45) sobre com incorporar les paraules del salm a la pràctica espiritual de cadascú. Resten fragments de les seves discussions sobre el Llibre del Gènesi, el Cant de Salomó i els Salms.
Potser la seva carta més notable va ser la seva Carta festiva, escrita a la seva Església a Alexandria quan estava a l'exili, ja que no podia estar-hi. Aquesta carta mostra clarament la seva postura que acceptar Jesús com el Diví Fill de Déu no és opcional, sinó necessari:
| « | A més, sé que no només això us entristeix, sinó també el fet que, mentre que altres han obtingut les esglésies per violència, mentrestant us expulsen dels vostres llocs. Perquè ells ocupen els llocs, però vosaltres la fe apostòlica. Es troba, és cert, en els llocs, però fora de la fe autèntica; mentre esteu fora dels llocs, però la Fe, dins vostre. Considerem si és el més gran, el lloc o la fe. Clarament la veritable fe. Qui ha perdut més o qui en té més? Qui ocupa el lloc o qui manté la fe? | » |

### Biogràfic i ascètic
La seva biografia d'Antoni el Gran titulada La vida d'Antonio(Βίος καὶ Πολιτεία Πατρὸς Ἀντωνίου, Vita Antonii) es va convertir en la seva obra més llegida. Traduït a diversos idiomes, es va convertir en el best seller en el seu temps i va tenir un paper important en la difusió de l'ideal ascètic al cristianisme oriental i occidental. Representava a Antoni com un home analfabet i sant que es dedicava contínuament a exercicis espirituals al desert egipci i lluitava contra els poders demoníacs. Més tard va servir d'inspiració per als monjos cristians tant a l'Est com a l'Occident.
Les obres d'Atanasi sobre ascetisme també inclouen un Discurs sobre la virginitat, un breu treball sobre Amor i autocontrol i un tractat Sobre la malaltia i la salut (del qual només en queden fragments).

### Escatologia
Basant-se en el seu enteniment de les profecies de Daniel i de l'Apocalipsi, Atanasi va descriure la Segona Vinguda de Jesús als núvols del cel i demanà als seus lectors que estiguessin preparats per a aquell dia, en el moment en què Jesús vindria a jutjar la terra, aixecar els morts i establir el seu regne. Atanasi també argumentà que la data de la tornada de Jesús estava divinament explicada sense refutació a la profecia de les setanta setmanes de Daniel 9.

### Obres mal atribuïdes
Hi ha diverses altres obres que se li atribueixen, encara que no necessàriament generalment acceptades com a pròpies. Aquests inclouen l'anomenat credo atanasià (que avui en dia es considera generalment d'origen gallec del segle v), i una exposició completa Sobre els salms (PG 27: 60–545).

## Veneració

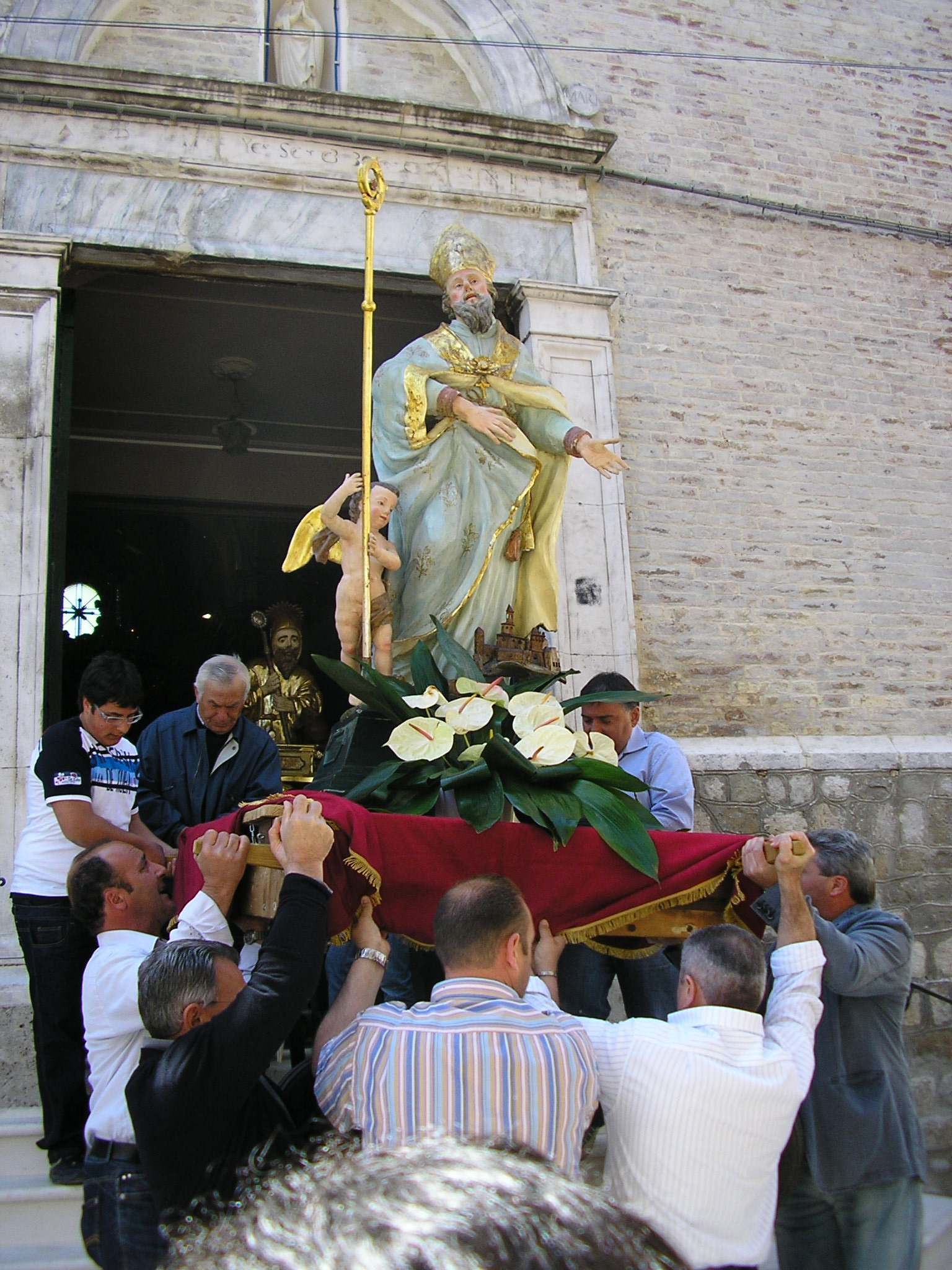
Processó d'una imatge a Bellante

Atanasi va ser enterrat originalment a Alexandria, Egipte , però les seves despulles van ser traslladades posteriorment a la Chiesa di San Zaccaria de Venècia. Durant la visita del papa Shenouda III a Roma (4-10 de maig de 1973), el papa Pau VI va donar al patriarca copte una relíquia d'Atanasi, que va portar a Egipte el 15 de maig. La relíquia es conserva actualment sota la nova catedral de Sant Marc al Caire, Egipte. No obstant això, la majoria del cadàver d'Atanasi roman a l'església veneciana.
Totes les principals confessions cristianes que reconeixen oficialment els sants veneren Atanasi. Els cristians occidentals observen la seva festa el 2 de maig, aniversari de la seva mort. L'Església catòlica considera Atanasi un Doctor de l'Església. Per als cristians coptes, el seu dia de festa és Pashons 7 (ara al voltant del 15 de maig). Els calendaris litúrgics ortodoxos orientals recorden Atanasi el 18 de gener.
Gregori de Nazianz (330-390, també doctor de l'Església), va dir: "Quan lloo Atanasi, la virtut mateixa és el meu tema: perquè anomeno totes les virtuts tan sovint com esmento aquell que tenia totes les virtuts. Era l'autèntic pilar de l'Església. La seva vida i conducta eren la regla dels bisbes, i la seva doctrina la regla de la fe ortodoxa".
Atanasi és recordat a l'Església d'Anglaterra amb una Festa Menor el 2 de maig.

## Caràcter
L'historiador Cornelius Clifford va dir en el seu relat: "Atanasi va ser el màxim defensor de les creences catòliques sobre el tema de l'Encarnació que l'Església ha conegut mai i que va guanyar en la seva vida el característic títol de" Pare de l'Ortodòxia ", pel qual ha estat distingit des de llavors."
St. John Henry Newman el va descriure com un "instrument principal, després dels apòstols, mitjançant el qual les veritats sagrades del cristianisme s'han transmès i assegurat al món". [Cartes ..]
L'historiador Cornelius Clifford diu: "La seva carrera gairebé personifica una crisi en la història del cristianisme; i es pot dir que més aviat ha modelat els esdeveniments en què va participar que no pas haver estat modelat per ells".
La majoria dels líders de les esglésies i dels emperadors van recolzar l'arrianisme, fins al punt que Jeroni d'Estridó, 340–420, va escriure sobre el període: "Tot el món va gemegar i es va meravellar de trobar-se arrià". Ell, Atanasi, fins i tot va patir una injusta excomunió del papa Liberi (352–366) que es va exiliar i es va inclinar cap al compromís, fins que va ser autoritzat a tornar a la seu de Roma. Atanasi es va mantenir pràcticament sol contra el món.

## Importància històrica i controvèrsies

### Cànon del Nou Testament
Vegeu també: Cànon bíblic
Era el costum dels bisbes d'Alexandria de distribuir cada any una carta després de l'Epifania que confirmés la data de Pasqua i, per tant, altres festes mòbils. També van aprofitar per debatre sobre altres qüestions. Atanasi va escriure quaranta-cinc cartes festives. La 39a carta festiva d' Atanasi, escrita el 367, és àmpliament considerada com una fita en l'evolució del cànon dels llibres del Nou Testament.
Atanasi és la primera persona que identifica els mateixos 27 llibres del Nou Testament que s'utilitzen avui en dia. Fins aleshores s'utilitzaven diverses llistes similars d'obres per llegir a les esglésies. Atanasi va compilar la llista per resoldre preguntes sobre textos com l'Epístola de Bernabé. Atanasi inclou el Llibre de Baruc i la Carta de Jeremies i situa el Llibre d'Ester entre els "7 llibres no inclosos al cànon, sinó que cal llegir" juntament amb la Saviesa de Salomó, la Siràcida, Judit, Tobies, la Didakhé, i el Pastor d'Hermas.
La llista d'Atanasi és similar al Codex Vaticanus de la Biblioteca Vaticana, probablement escrit a Roma, el 340 per escrivans alexandrins per a l'emperador Constans, durant el període de set anys d'exili d'Atanasi a la ciutat. L'establiment del cànon no va ser una decisió unilateral d'un bisbe a Alexandria, sinó el resultat d'un procés d'investigació i deliberació acurada, tal com es documenta en un còdex de la Bíblia grega i, vint-i-set anys després, en la seva carta festiva.
El papa Damàs I, bisbe de Roma el 382, va promulgar una llista de llibres que contenien un cànon del Nou Testament idèntic al d'Atanasi. Un sínode a Hipona el 393 va repetir la llista del Nou Testament d'Atanasi i Damàs (sense l'Epístola als hebreus), i el Concili de Cartago (397) va repetir la llista completa del Nou Testament d'Atanasi i Damàs.
Els estudiosos debaten si la llista d'Atanasi el 367 va constituir la base per a llistes posteriors. Com que el cànon d'Atanasi és el cànon més proper de qualsevol dels pares de l'Església al que utilitzen avui les esglésies protestants, molts protestants assenyalen a Atanasi com el pare del cànon.

### Consagració episcopal
A la llum de les investigacions i referències de Francis A. M. Forbes' als escrits del papa Gregori I, semblaria que Atanasi estava obligat a ser bisbe: Ella escriu que quan el patriarca Alexandre estava al llit de mort va cridar a Atanasi, que va fugir, tement que seria obligat a ser nomenat bisbe. "Quan els bisbes de l'Església es van reunir per escollir el seu nou patriarca, tota la població catòlica va envoltar l'església, alçant les mans al cel i cridant:" Dona'ns Atanasi! "Els bisbes no tenien res millor. Atanasi va ser elegit així com a Gregori ens diu ... "(el papa Gregori I, tindria ple accés als arxius del Vaticà).
Alban Butler, escriu sobre el tema: "Cinc mesos després d'aquest gran Concili, Nicea, sant Alexandre estirat al llit de mort, va recomanar al seu clergat i al poble la tria d'Atanasi per al seu successor, repetint tres vegades el seu nom. Com a conseqüència de la seva per recomanació, els bisbes de tot Egipte es van reunir a Alexandria i, trobant la gent i el clergat unànimes en la seva elecció d'Atanasi per patriarca, van confirmar les eleccions cap a mitjans de l'any 326. Sembla, doncs, que tenia uns trenta anys d'edat."

### Seguidors

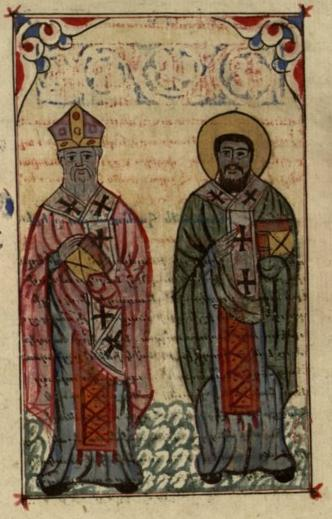
Atanasi (esquerra) i el seu partidari Ciril I d'Alexandria. Representació del.

Les confessions cristianes de tot el món veneren Atanasi com a sant i mestre. Citen la seva defensa de la cristologia descrita en el primer capítol de l'Evangeli de Sant Joan [1: 1-4&l=ca Jo [1: 1-4 i les seves obres teològiques significatives (C. S. Lewis anomena "L'obra mestra" de L'encarnació de la paraula de Déu) com a prova de la seva justícia. També destaquen la seva estreta relació amb Antoni Abat, l'antic monjo que va ser un dels fundadors del moviment monacal cristià.
L'Evangeli de Sant Joan i particularment el primer capítol demostren la divinitat de Jesús. Aquest Evangeli en si mateix és el suport més gran de la postura d'Atanasi. El primer capítol de l'Evangeli de Sant Joan es va començar a dir al final de la missa, creiem com a conseqüència d'Atanasi i del seu estat de vida, però tranquil·lament, i va ser posteriorment absorbit per la litúrgica, juntament amb algunes altres devocions originàries privades, servei pròpiament dit com l'anomenat Últim Evangeli [1: 1-14&l=ca Jo [1: 1-14 . El començament de l'Evangeli de Joan es va utilitzar molt com a objecte d'especial devoció al llarg de l'edat mitjana; la pràctica de dir-ho a l'altar va créixer i, finalment, Pius V va fer aquesta pràctica universal per al ritus romà en la seva edició del Missal (1570).Es va convertir en un costum ferm amb excepcions en l'ús d'un altre evangeli en ús a partir del 1920.
Gregori de Nazianz (330-390) comença Or. 21 amb: "Quan lloo a Atanasi, la virtut mateixa és el meu tema: perquè anomeno totes les virtuts tan sovint com esmento aquell que tenia totes les virtuts. Era el veritable pilar de l'església. La seva vida i conducta eren la regla de bisbes, i la seva doctrina la regla de la fe ortodoxa."
Ciril I d'Alexandria (370-444) en la primera carta diu: "Atanasi és un dels qui es pot confiar: no diria res que no estigui d'acord amb les sagrades escriptures". (Ep 1).
Molts historiadors moderns assenyalen que una actitud tan hostil envers Atanasi es basa en un judici injust de les fonts històriques.
El papa Pius X va dir en una carta a un filòsof amic i corresponsal en els darrers anys de la seva vida (Epist. Lxxi, ad Max.): "Que prevalgui el que va confessar els pares de Nicea".

### Crítics
Al llarg de la major part de la seva carrera, Atanasi va tenir molts detractors. L'estudiós dels clàssics Timothy Barnes relata antigues denúncies contra Atanasi: desprofilar un altar fins a vendre gra de l'Església que havia estat destinat a alimentar els pobres per al seu propi benefici personal, i fins i tot violència i assassinat per suprimir la dissidència. Atanasi va utilitzar "Arrià" per descriure els dos seguidors d'Arri, i com un terme polèmic despectiu per als cristians que no estaven d'acord amb la seva formulació de la Trinitat. Atanasi va anomenar a molts dels seus oponents "arrians", excepte Meleti (Milet).
Els estudiosos creuen ara que el Partit Arrià no era monolític, sinó que tenia opinions teològiques dràsticament diferents que abastaven l'espectre teològic primitiu cristià. Donaven suport als principis del pensament origenista i de la teologia subordinacionista , però tenien poc més en comú. A més, molts etiquetats com a "Arrià" no es consideraven seguidors d'Arri. A més, els bisbes no homousians no estaven d'acord en ser etiquetats com a seguidors d'Arri, ja que Arri era merament un prevere, mentre que eren plenament ordenats bisbes.
Les antigues denúncies es continuen fent contra Atanasi, però, molts segles després. Per exemple, Richard E. Rubenstein suggereix que Atanasi va ascendir al grau de bisbe d' Alexandria en circumstàncies qüestionables perquè alguns es van qüestionar si havia arribat a l'edat mínima de 30 anys i, a més, que Atanasi va utilitzar la força quan s'adequava a la seva causa o als seus interessos personals. Així, argumenta que un nombre reduït de bisbes que van donar suport a Atanasi van celebrar una consagració privada per fer-lo bisbe.

## Obra selecta
- Athanasius. Contra Gentes – De Incarnatione (translated by Thompson, Robert W.), text and ET (Oxford: Clarendon Press, 1971).
- On the Incarnation at theologynetwork.org
- Letters to Serapion (on the Holy Spirit) at archive.org

## Enllaços exerns
- Plantilla:Wikisource author-inline
- Official web site of the Greek Orthodox Patriarchate of Alexandria and All Africa
- Obres de o sobre Sant Atanasi d'Alexandria a Internet Archive
- Archibald Robinson, Athanasius: Select Letters and Works (Edinburgh 1885)
- The so-called Athanasian Creed (not written by Athanasius, see Athanasian Creed above)
- Athanasius Select Resources, Bilingual Anthology (in Greek original and English)
- Two audio lectures about Athanasius on the Deity of Christ, Dr N Needham
- Concorida Cyclopedia: Athanasius
- Christian Cyclopedia: Athanasius
- Opera Omnia by Migne Patrologia Graeca with analytical indexes
- St Athanasius the Great the Archbishop of Alexandria Orthodox icon and synaxarion
- English Key to Athanasius Werke
- The Writings of Athanasius in Chronological Order
- Introducing...Athanasius audio resource by Dr. Michael Reeves. Two lectures on theologynetwork.org
- Letter of Saint Athanasius to His Flock at the Our Lady of the Rosary Library
- St. Athanasius Patriarch of Alexandria at the Christian Classics Ethereal Library
- Colonnade Statue in St Peter's Square